# Trust (Belgische band)
Trust was een Belgische jongerenband uit Ieper, bestaande uit zangeres Eva Storme, toetsenisten Mirek Coutigny, Matthieu Renier en drummer Laurens Platteeuw. Met hun nummer Anders wonnen ze op 29 september 2007 de finale van Junior Eurosong 2007, de Belgische voorronde voor het Junior Eurovisiesongfestival.
Trust vertegenwoordigde België op het Junior Eurovisiesongfestival 2007 in de Ahoy in Rotterdam en ze belandden op de 15de plaats net voor Portugal en Griekenland. Ze kregen 19 punten (12 punten als cadeau en 7 punten van Nederland).
Eind 2010 beslisten de muzikanten om met Trust te stoppen. Zangeres Eva richtte daarna met haar twee broers Elias en Martijn een nieuwe band op genaamd Phonic Trust. Simon Bonte (bass) en Frederic Vanhauwaert (gitaar) vervoegden de band gedurende 2 jaar. Alle nummers werden door Eva en Elias geschreven. 
Op 3 mei 2012 speelde Phonic Trust een dubbelconcert in de stadsschouwburg van Ieper met Sepp & Sigi Hendrix, beiden bekend van Junior Eurosong en The Voice van Vlaanderen. 
In 2013 namen Eva en Elias samen deel aan The Voice van Vlaanderen.

## Discografie
| Single met hitnotering(en) in de Vlaamse Ultratop 50 | Datum van verschijnen | Datum van binnenkomst | Hoogste positie | Aantal weken | Opmerkingen |
| ---------------------------------------------------- | --------------------- | --------------------- | --------------- | ------------ | ----------- |
| Anders                                               | 5-10-2007             | 13-10-2007            | 7               | 16           |             |

2003: X!NK · 
2004: Free Spirits · 
2005: Lindsay · 
2006: Thor! · 
2007: Trust · 
2008: Oliver · 
2009: Laura · 
2010: Jill & Lauren · 
2011: Femke · 
2012: Fabian